# Sullivan (Nowy Jork)
Sullivan – miasto w Stanach Zjednoczonych, w stanie Nowy Jork, w hrabstwie Madison. Według danych na rok 2000 miejscowość zamieszkiwało 14 991 osób. Miasto zostało nazwane dla uczczenia Generała Johna Sullivana.

## Historia
Pierwsze osadnictwo rozpoczęło się około 1790. Miasto zostało wydzielone z gminy Cazenovia w 1803 r. Następnie w 1809 r. z miasta została wydzielona gmina Lenox.

## Geografia
Według rocznika statystycznego (2000), powierzchnia miasta wynosi 73,6 mil kw. (190,5 km²), z czego 73,4 mil kw. (190,0 km²) jest powierzchnia lądowa, a 0,2 mil kw. (0,5 km²) czyli (0,27%) jest powierzchnia wodną. Północną granicą miasta jest jezioro Oneida, a zachodnią rzeka Chittenango. 
Hrabstwo przecina Autostrada międzystanowa nr 90.

## Demografia
Według danych na rok 2000 miejscowość zamieszkiwało 14 991 osób, zagęszczenie wynosi 204,3 osoby na milę kw. (78,9/km²).

## Miejscowości w rejonie Sullivan
- Blakeslea
- Bolivar
- Bridgeport
- Chittenango
- East Boston
- Lakeport
- Oniontown
- Sullivan